# Coppa di Francia 1950-1951
La Coppa di Francia 1950-1951 è stata la 34ª edizione della coppa nazionale di calcio francese.

## Risultati

### Trentaduesimi di finale
| Squadra 1              | Risultato | Squadra 2                   |
| ---------------------- | --------- | --------------------------- |
| Olympique Alès         | 2 - 1     | CO Roche-la-Molière         |
| Nizza                  | 2 - 0     | Gueugnon                    |
| Niort                  | 4 - 1     | Stade Macaudais             |
| CA Paris               | 3 - 0     | Le Puy                      |
| RC Paris               | 3 - 0     | Béziers                     |
| Stade Français         | 2 - 1     | Arago Orléans               |
| Rennes                 | 1 - 0     | CA Montreuil                |
| Saint-Étienne          | 1 - 0     | Roubaix-Tourcoing           |
| Sedan-Torcy            | 1 - 0     | SPN Vernon                  |
| Sète                   | 3 - 1     | SC Bastidienne              |
| Sochaux                | 1 - 0     | Le Mans                     |
| Strasburgo             | 5 - 3     | Nîmes                       |
| ES Thaon               | 3 - 0     | SR Delle                    |
| Tolone                 | 2 - 0     | Olympique Lione             |
| AS Troyes-Sav.         | 5 - 2     | Quimper Cornouaille         |
| FC Nancy               | 6 - 1     | Stade Saint-Germain         |
| Montpellier            | 2 - 1     | Lens                        |
| Annecy                 | 2 - 0     | CA Vitry-sur-Seine          |
| Besançon               | 4 - 2     | Cannes                      |
| Bordeaux               | 2 - 1     | Caen                        |
| SO Bruay-en-Artois     | 3 - 0     | Guingamp                    |
| ES Bully-les-Mines     | 3 - 2     | Cherbourg                   |
| Draguignan             | 5 - 1     | Châteauroux                 |
| SC Fouquières-lès-Lens | 3 - 2     | Poissy                      |
| Le Havre               | 4 - 1     | Tolosa                      |
| SO L'Isle-en-Dodon     | 1 - 0     | FC Scionzier                |
| Lilla                  | 4 - 1     | Quevilly-Rouen              |
| Olympique Marsiglia    | 2 - 0     | Amiens                      |
| SO Merlebach           | 4 - 0     | La Voulte-sur-Rhône Sportif |
| Metz                   | 3 - 1     | Stade Reims                 |
| Monaco                 | 4 - 2     | Montceau Bourgogne          |
| Valenciennes           | 4 - 1     | Calais RUFC                 |

### Sedicesimi di finale
| Squadra 1           | Risultato   | Squadra 2              |
| ------------------- | ----------- | ---------------------- |
| Olympique Alès      | 3 - 2       | Niort                  |
| Nizza               | 6 - 1       | Rennes                 |
| RC Paris            | 3 - 0       | Draguignan             |
| Stade Français      | 5 - 1       | Tolone                 |
| Saint-Étienne       | 3 - 0       | SO Merlebach           |
| Sedan-Torcy         | 4 - 0       | Sète                   |
| Strasburgo          | 2 - 1       | ES Thaon               |
| AS Troyes-Sav.      | 3 - 1       | Metz                   |
| FC Nancy            | 2 - 1       | Bordeaux               |
| Montpellier         | 5 - 1       | ES Bully-les-Mines     |
| Annecy              | 2 - 1       | Monaco                 |
| Besançon            | 0 - 0 (dts) | SC Fouquières-lès-Lens |
| Le Havre            | 2 - 1       | SO L'Isle-en-Dodon     |
| Lilla               | 1 - 0       | Sochaux                |
| Olympique Marsiglia | 4 - 0       | SO Bruay-en-Artois     |
| Valenciennes        | 2 - 0       | CA Paris               |

#### Spareggi
| Squadra 1 | Risultato | Squadra 2              |
| --------- | --------- | ---------------------- |
| Besançon  | 6 - 2     | SC Fouquières-lès-Lens |

### Ottavi di finale
| Squadra 1      | Risultato | Squadra 2           |
| -------------- | --------- | ------------------- |
| Le Havre       | 1 - 0     | Olympique Marsiglia |
| FC Nancy       | 6 - 1     | Olympique Alès      |
| Nizza          | 2 - 0     | Montpellier         |
| RC Paris       | 4 - 0     | Besançon            |
| Stade Français | 2 - 1     | AS Troyes-Sav.      |
| Valenciennes   | 2 - 1     | Lilla               |
| Saint-Étienne  | 3 - 1     | Sedan-Torcy         |
| Strasburgo     | 3 - 0     | Annecy              |

### Quarti di finale
| Squadra 1     | Risultato   | Squadra 2      |
| ------------- | ----------- | -------------- |
| Saint-Étienne | 0 - 0 (dts) | Le Havre       |
| FC Nancy      | 3 - 1       | Stade Français |
| Strasburgo    | 5 - 3       | Nizza          |
| Valenciennes  | 2 - 2 (dts) | RC Paris       |

#### Spareggi
| Squadra 1     | Risultato   | Squadra 2 |
| ------------- | ----------- | --------- |
| Saint-Étienne | 0 - 0 (dts) | Le Havre  |
| Valenciennes  | 1 - 0       | RC Paris  |

#### Replay
| Squadra 1     | Risultato | Squadra 2 |
| ------------- | --------- | --------- |
| Saint-Étienne | 5 - 1     | Le Havre  |

### Semifinali
| Squadra 1    | Risultato | Squadra 2     |
| ------------ | --------- | ------------- |
| Strasburgo   | 3 - 1     | FC Nancy      |
| Valenciennes | 3 - 1     | Saint-Étienne |

### Finale
| Arbitro: | Paul Olivia |

| |            | |
| Bihel 24’ Krug 34’ Nagy 87’ | Marcatori  | |
| Lucien Schaeffer René Démaret René Hauss Michal Wawrzyniak Raymond Krug Aleksandrs Vanags Michel Jacques René Bihel Claude Battistella Edmond Haan André Nagy | Formazioni | Félix Witkowski Antoine Pazur Simon Blaczyk Marcel Gaillard Grégoire Izidorzyk Émile Wassmer Marcel Leturgeon Marius Rozé Carlos Verdeal Émile Vrand Pierre Goffart |
| Charles Nicolas | Allenatori | Henri Pérus |